# 張盛煥
張 盛煥（チャン・ソンファン、장성환、1920年10月27日 - 2015年1月4日）は大日本帝国陸軍の軍人及び大韓民国の軍人、政治家、企業家。本貫は仁同張氏。

## 経歴

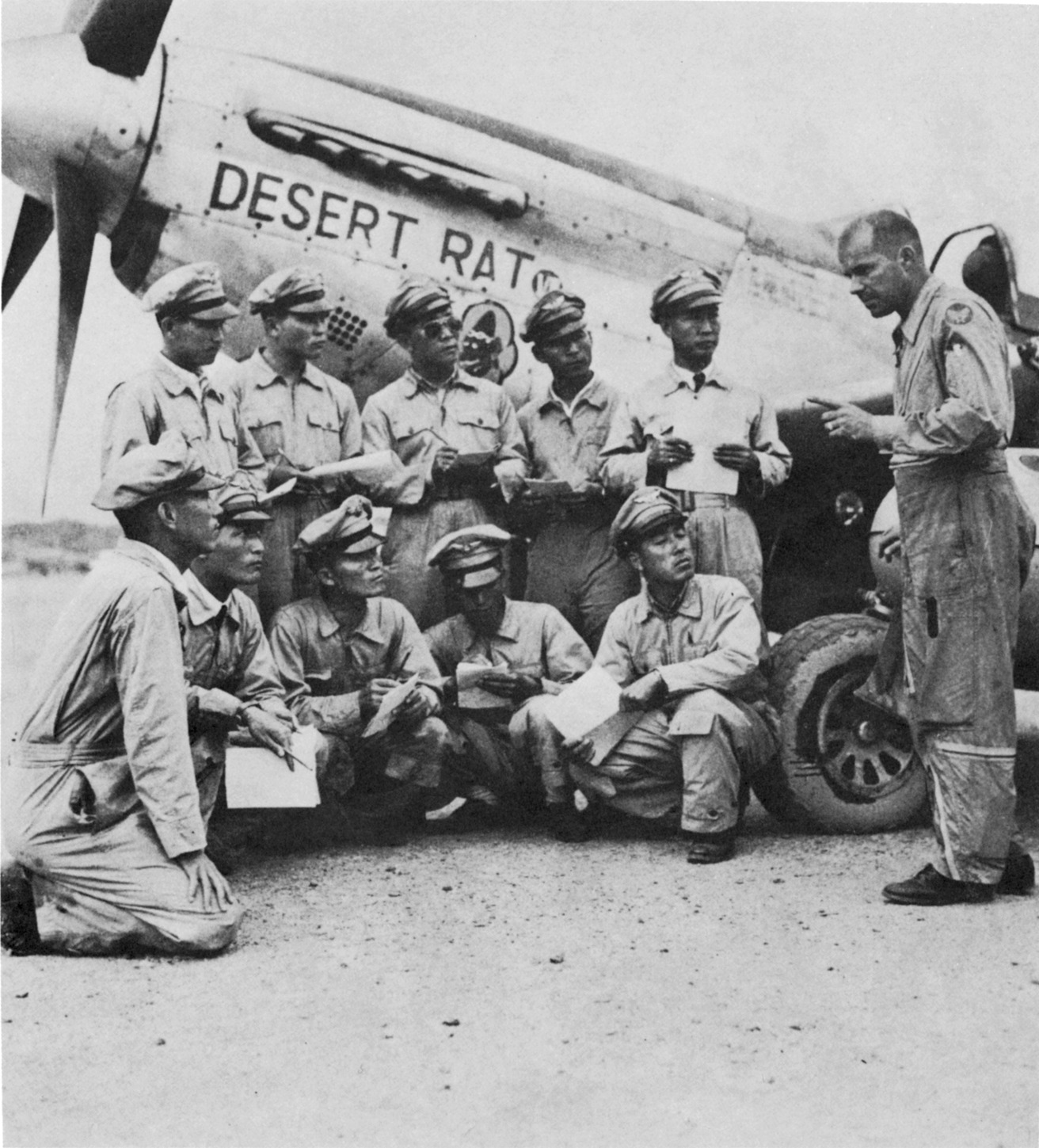
1950年6月27日、P-51を受領し米軍将校から説明を受ける韓国空軍要員
前列左から5人目が張盛煥

1920年、京城府に生まれる。1941年、早稲田大学商学部卒業。1942年、岐阜陸軍飛行学校、浜松陸軍飛行学校卒業。
1948年4月、韓国軍入隊。同年6月15日、航空基地司令部勤務。同年9月、航空基地司令部飛行部隊小隊長。1949年9月31日、飛行団飛行隊第2中隊長。
1950年6月、朝鮮戦争が勃発するとF-51D操縦要員として板付に派遣された。同年11月、空中輸送班長。韓国空軍初の空輸任務を遂行した。1952年7月、駐アメリカ大使館付武官。
1954年9月10日、第1訓練飛行団長。
1955年10月15日、第5混成飛行団長。
1957年2月11日、空軍本部作戦参謀副長。
1958年6月1日、空軍大学校総長。同年9月1日、空軍本部行政参謀副長。
1959年、軍事休戦委員代表、任少将。
1960年8月2日、空軍参謀次長。
1962年8月1日、空軍参謀総長、任中将。在任中、第30防空管制団(現防空管制司令部)を創設するなど戦力の増強に寄与した。
1964年8月1日、予備役編入後、駐タイ大使。
1967年、大韓航空公社社長。
1968年1月、大韓航空協会会長。第63回国際航空連盟総会に韓国代表団の最初の派遣を行い、ニューデリー韓国モデル航空協会傘下団体の加入を承認。
1970年、国際観光公社総裁。
1971年1月、交通部長官。

## 叙勲
- 功労勲章(アメリカ) - 1952年
- 無星乙支武功勲章 - 1956年
- 無星忠武武功勲章 - 1956年
- 無星花郎武功勲章 - 1956年
- 功労勲章(アメリカ) - 1962年
- 一等勤務功労勲章 - 1963年
- 功労勲章(アメリカ) - 1964年
- 大授雲麾勲章(中華民国) - 1964年6月4日[4]
- 大統領功労表彰 - 1964年